# Таррагонес
Таррагоне́с (исп. Tarragonés, кат. Tarragonès) — район (комарка) в Испании, входит в провинцию Таррагона в составе автономного сообщества Каталония.

## Муниципалитеты
1. Альтафулья
2. Эль-Калльяр
3. Константи
4. Крешель
5. Эль-Морель
6. Ла-Ноу-де-Гайя
7. Эльс-Пальяресос
8. Перафорт
9. Ла-Побла-де-Мафумет
10. Ла-Побла-де-Монторнес
11. Ренау
12. Ла-Рьера-де-Гайя
13. Рода-де-Бара
14. Саломо
15. Салоу
16. Ла-Секуйта
17. Таррагона
18. Торредембарра
19. Веспелья-де-Гайя
20. Вила-сека
21. Вилальонга-дель-Камп